# Heterapoderus geniculatus
Heterapoderus geniculatus es una especie de coleóptero de la familia Attelabidae.

## Distribución geográfica
Habita en China, Corea y Vietnam.